# Giuseppe Badoni
Giuseppe Badoni (Rancio, 23 giugno 1807 – Castello di Lecco, 12 maggio 1877) è stato un imprenditore italiano.

## Biografia
Figlio di Carlo, l’imprenditore metallurgico lecchese che nella prima metà dell’Ottocento aveva impresso una svolta industriale alla tradizionale attività  metallurgica di famiglia, acquistando a Castello di Lecco diversi impianti di fucinatura e officine di lavorazione del ferro e ampliando quelli già  di proprietà  della famiglia. Alla metà  del terzo decennio del XIX secolo, il polo produttivo che fa capo all’attività  imprenditoriale di Badoni è uno dei maggiori del distretto lecchese, in un’area che vanta un sistema produttivo di lavorazione del ferro che risale all’età  moderna.
Dopo gli studi di ragioneria, nel 1829 il giovane Badoni parte per un lungo viaggio d’istruzione in Germania: da cui rientra, due anni dopo, padroneggiando le più recenti tecniche di produzione e organizzazione del lavoro in ambito metallurgico. Qualche anno dopo, nel 1835, Giuseppe Badoni sposa Marietta Gavazzi, imparentandosi così con una delle più facoltose famiglie della provincia territorio: i Gavazzi erano imprenditori attivi nel campo del settore serico, proprietari di diversi impianti di trattura e torcitura nel Comasco.
Intorno al 1840 matura il progetto imprenditoriale di Giuseppe Badoni: acquistata una vasta proprietà  immobiliare nel comune di Castello, vi installa un complesso integrato nel quale funziona un forno per la produzione di ghisa, che rifornisce i macchinari per la produzione di filo, chiodi e “stacchette”, mossi da una caduta d’acqua in grado di fornire una forza di venti cavalli. Prende consistenza, nel frattempo, anche il ruolo pubblico dell’industriale lecchese, che nel 1848 si trova a presiedere il Comitato di Pubblica Sicurezza costituitosi nella città lariana a seguito dell’insurrezione milanese. In questa veste promuove una intensa attività di lobbying presso il Governo provvisorio per ottenere l’abbattimento dei dazi doganali sulla materia prima dell’impresa, il rottame. Al ritorno degli Austriaci è costretto a due anni di forzato esilio nella vicina Svizzera, da cui solo rientra nei primi mesi del 1850, per  tornare alla guida delle proprie iniziative imprenditoriali.
Consolidato il polo produttivo di Castello – dove, per la prima volta nel distretto, vengono attivati treni di cilindri per sbozzare e distendere la ghisa –, Badoni muove i primi passi nella direzione della realizzazione di un progetto ambizioso, quello della costruzione di un nuovo impianto per la cilindratura del ferro e la produzione di lamiere a Bellano, sulla sponda lecchese del Lario. Lo stabilimento, la cui costruzione inizia nel 1851, sfrutta le acque del torrente imbrigliate in una serie di canalizzazioni che vanno ad alimentare sia i cilindri sbozzatori, sia gli opifici serici dei Gavazzi (soci di Badoni nell’operazione).
L’imprenditore lecchese dedica tutto il decennio Quaranta alla progettazione e alla messa in funzione di un polo produttivo integrato, che assegna alle fucine di Lecco il compito di procedere alla prima fusione del rottame e alla fabbricazione di masselli, che vengono poi trasportati a Bellano per essere sottoposti alle operazioni di cilindratura e laminatura in un impianto in cui Badoni sperimenta, tra i primi in Italia, l’utilizzo della torba, abbondante nell’area, in sostituzione del carbone da legna. Nel frattempo, in un altro stabilimento minore, a Somana (frazione di Mandello del Lario), si concentra la produzione di corazze navali. In questo modo la Badoni si inserisce in un mercato in cui i manufatti ottenuti dalla cilindratura (principalmente le lamiere, ma anche le rotaie) sono prevalentemente importati. 
Per la realizzazione dello stabilimento di Bellano e il riordino delle officine lecchesi Badoni si avvalse della collaborazione  di Georges Henry Falck (1807-1885), e poi del figlio Enrico Falck (1828-1878), che a Castello realizza tra 1850 e 1853 un moderno impianto di puddellaggio. La collaborazione dei due ingegneri alsaziani si rivela preziosa, tanto che la Badoni in pochi anni giunge a primeggiare tra gli stabilimenti metallurgici della Penisola. Per i Falck il rapporto con Badoni segna anche l’inizio dell’attività imprenditoriale in Lombardia, con l’affitto, a partire dal 1859, del “Seminario”, un opificio di fusione e poi di cilindratura di proprietà della famiglia lecchese Badoni posto sempre nel comune di Castello, sopra Lecco.
Gli anni immediatamente successivi all’unificazione furono difficili per Badoni, il quale aveva tenacemente perseguito la realizzazione di un complesso siderurgico articolato e integrato, prevedendo che la politica industriale del nuovo Stato avrebbe sostenuto con commesse pubbliche, e tramite sgravi e protezioni tariffarie, i pochi poli siderurgici esistenti ed efficienti: le due condizioni non si verificano subito. L’assenza di sostegno e protezione, insieme ad una ciclica fase di rallentamento nella domanda, portano in breve la Badoni sull’orlo della crisi e infine, nel 1867, al fallimento. 
È anche il momento in cui Badoni chiude la sua carriera imprenditoriale; nel frattempo ha ottenuto il seggio di deputato (1865-67, nella IX legislatura), e ricopre una serie di cariche politiche a livello locale, provinciale e regionale. Nel 1873 sarà tuttavia ancora Badoni, in qualità di delegato della Camera di Commercio del distretto, a invocare di fronte al Comitato dell’Inchiesta Industriale provvidenze e commesse pubbliche necessarie ai produttori siderurgici locali. 
Giuseppe Badoni muore nel 1877. L’attività imprenditoriale della famiglia proseguirà con i due figli maggiori di Badoni, Carlo (1836-1888) e Antonio (1839-1892), che riattiveranno, nel 1878, lo stabilimento meccanico di Castello di Lecco costituendo la società Carlo e Antonio F.lli Badoni. Una terza generazione della famiglia Badoni guiderà l’impresa – dal 1900 denominata Antonio Badoni e C. – fino agli anni Settanta del Novecento.

## Archivio
L’archivio della famiglia Badoni, ora come fondo Antonio Badoni spa - Archivio Tecnico presso i Musei Civici di Lecco, non ordinato, conserva documenti relativi all’attività dell’impresa, tra cui copia di vari rogiti notarili e scritture contabili.